# Hanníbal Monòmac
Hanníbal (en púnic: 𐤇𐤍𐤁𐤏𐤋, ḥnbʿl; grec antic: Ἀννίβας, Annibas, llatí: Hannibal), anomenat Monòmac (grec antic: Μονομάχος, 'el que lluita tot sol'), va ser un general cartaginès, oficial de l'exèrcit del gran Hanníbal en la Segona Guerra Púnica.
Polibi el descriu com un home ferotge i sanguinari, l'autor de moltes crueltats atribuïdes a Hamílcar Barca. Entre les anècdotes que s'expliquen, en una ocasió va recomanar a Hanníbal que ensenyàs a les seves forces a viure de la carn humana, cosa que és esgrimida pels autors romans per desacreditar el pare d'Hanníbal i que no pot ser comprovada. També en parlen Titus Livi i Cassi Dió.
Sembla que és el mateix que l'Hanníbal, esmentat també per Polibi (VII, 2.3-6) i Titus Livi (XXIV 6), que va ser enviat a Siracusa pel gran Hanníbal, junt amb Hipòcrates i Epícides, per assolir l'aliança del rei Jerònim. Hanníbal es va limitar a portar-los a Sicília, i no va prendre part en les converses polítiques, de manera que va tornar a Cartago.